# Hicks lov
Hicks lov, eller Hick–Hymans Lov, er en lov opkaldt efter de to psykologer William Edmund Hick og Ray Hyman, som beskriver tiden, det tager for en person at træffe en beslutning som følge af de mulige valg, han eller hun har. Øges antallet af valgmuligheder, vil afgørelsestiden øges logaritmisk. Den tid, det tager at behandle en vis mængde af bits i Hick-Hymans lov, er kendt som hastigheden for gevinst på information. 
Hicks lov har en logaritmisk form, fordi folk underinddeler den totale samling af valg i kategorier, hvilket eliminerer omkring halvdelen af de resterende valg på hvert trin i stedet for at overveje hvert eneste valg ét efter ét, der ellers ville have givet en lineær graf. Kompatibilitet mellem stimulus og responsen derfra vides også at påvirke valgreaktionstiden i Hicks lov. Dette betyder, at reaktionen skal være ligemed stimulus selv (som for eksempel at et rat drejer hjulene af en bil). Handlingen, brugeren udfører, ligner responsen, som føreren modtager fra bilen.
Hicks lov anføres ofte som begrundelse for beslutninger angående design af menuer. For eksempel for at finde et bestemt ord (navnet på en kommando) i en tilfældig ordliste (fx en menu) er scanning af hvert ord på listen påkrævet, og derved er den forbrugte tid lineær, så Hicks lov gælder ikke. Men hvis listen er alfabetisk, og brugeren kender navnet på den ønskede kommando, kan han eller hun være i stand til at bruge en inddelende strategi, og tiden vil derved være logaritmisk.

## Baggrund
I 1868 blev forholdet mellem flere stimuli og reaktionstiden for valgreaktionstid rapporteret af Franciscus Donders. I 1885 opdagede J. Merkel, at responstiden er længere, når en stimulus tilhører et større sæt af stimuli. Psykologer begyndte at se ligheder mellem dette fænomen og Informationsteori. 
Hick begyndte først at eksperimentere med denne teori i 1951. Hans første forsøg involverede 10 lamper med tilsvarende morsekodenøgler. Lamperne vil lyse tilfældigt hvert femte sekund. Valgreaktionstiden blev registreret, hvor antallet af valgmuligheder spændte over 2-10 lamper. Han udførte også et andet eksperiment ved hjælp af den samme opgave, samtidig med at antallet af alternativer var sat på 10. Deltageren udførte opgaven de første to gange med instrukser om at udføre opgaven så præcist som muligt. Til den sidste opgave blev deltageren bedt om at udføre opgaven så hurtigt som muligt.
Mens Hick fandt, at forholdet mellem reaktionstiden og antallet af valgmuligheder var logaritmisk, ønskede Hyman bedre at forstå forholdet mellem reaktionstid og det gennemsnitlige antal af valgmuligheder. I Hymans eksperiment havde han otte forskellige lys arrangeret i en 6×6 matrix. Hver af disse forskellige lys fik et navn, så deltageren var tidsindstillet i den tid, det tog at sige navnet på lys, efter det blev tændt. I yderligere forsøg ændredes antallet af hver type af lys. Hyman var ansvarlig for at bestemme en lineær relation mellem reaktionstid og den transmitterede information.

## Formel
såfremt n er lige sandsynlige valg, er den gennemsnitlige reaktionstid T nødt til at følge:
{\displaystyle T=b\cdot \log _{2}(n+1)}
Hvor b er en konstant, der kan bestemmes empirisk ved at tilpasse en linje til det målte data. Logaritmen udtrykker dybden af valgmulighedernes hierarki – log2 indikerer binær søgning blev udført. tilføjelse af 1 til n tager højde for "usikkerhed om hvorvidt om skal reagere eller ikke, samt hvilken reaktion som skal vælges".
Har valgmulighederne ulige sandsynligheder, kan loven generaliseres som:
{\displaystyle T=bH}
hvor H er informations-teoretisk entropi af afgørelsen, defineret som:
{\displaystyle H=\sum _{i}^{n}p_{i}\log _{2}(1/p_{i}+1)}
Hvor pi henviser til sandsynligheden for ith alternativ giver den informationsteoretisk entropi. Hicks lov ligner til en hvis grad Fitts' lov.

## Relation til IQ
E. Roth (1964) påviste en sammenhæng mellem IQ og hastigheden af behandlingen af informationen, som er det reciprokke af hældningen af funktionen.
{\displaystyle {\text{Reaktionstid}}={\text{Bevægelsestid}}+{\frac {\log _{2}(n)}{\text{Behandlingshastighed}}}}
hvor n er antallet af valgmuligheder. Den tid det tager at komme til en beslutning, er:
{\displaystyle {\text{Behandlingshastighed}}\cdot \log _{2}(n)}